# Between Two Worlds
Between Two Worlds is het debuutalbum uit 2006 van het Noorse black metal en thrash metal supergroep I.

## Tracklist
1. "The Storm I Ride"        – 3:27
2. "Warriors"                – 5:53
3. "Between Two Worlds"      – 5:52
4. "Battalions"              – 4:46
5. "Mountains"               – 6:05
6. "Days Of North Winds"     – 4:04
7. "Far Beyond The Quiet"    – 7:13
8. "Cursed We Are"           – 5:14
9. "Bridges Of Fire" (bonus track) – 7:36
10. "Shadowed Realms (intro)" (bonus track) – 1:31
11. "Shadowed Realms" (bonus track) – 5:44

## Musici
- Abbath (Olve Eikemo) – vocal, gitaar
- T.C. King (Tom Cato Visnes) – bass
- Ice Dale (Arve Isdale) – gitaar
- Armagedda – drums
- Demonaz (Harald Nævdal) – teksten